# Mieczysław Kabat
Mieczysław Kabat ps. „Chmura”, „Śliwa” (ur. 20 października 1911 w Miechowicach Małych, zm. 10 lutego 1982 w Krakowie) – podporucznik rezerwy piechoty Wojska Polskiego, działacz ruchu ludowego, żołnierz Batalionów Chłopskich i Armii Krajowej, prezes krakowskiego ZMW RP „Wici”.

## Życiorys
Urodził się w rodzinie chłopskiej; brat Władysława Kabata. Ukończył szkołę powszechną w Sikorzycach, potem uczęszczał do gimnazjum w Tarnowie, gdzie w 1931 otrzymał świadectwo dojrzałości. W latach 1932–1933 odbył służbę wojskową w Szkole Podchorążych Rezerwy Piechoty w Zambrowie i 17 pułku piechoty w Rzeszowie. Od 1934 roku w SL. Podporucznik rezerwy piechoty ze starszeństwem z dniem 1 stycznia 1935 roku. W kampanii wrześniowej walczył w składzie 156 pułku piechoty. Od wiosny 1943 do stycznia 1945 był szefem sztabu VI Krakowskiego Okręgu BCh.
Od 1930 był członkiem Związku Młodzieży Wiejskiej. Dwa lata później został członkiem władz wojewódzkich Spółdzielni Oświatowej ZMW i Zarządu Głównego Związku Młodzieży Wiejskiej RP Wici. W 1937 uczestniczył w strajku chłopskim w Dąbrowie Tarnowskiej. Od 1946 był II sekretarzem, a następnie I sekretarzem Zarządu PSL Małopolska i Śląsk oraz prezesem ZW ZMW „Wici”.
11 listopada 1946 został zatrzymany przez Wojewódzki Urząd Bezpieczeństwa Publicznego, a następnie skazany na karę 6 lat więzienia oraz utratę praw na okres lat 3 i przepadek mienia. Został zwolniony w listopadzie 1952.
Odznaczony został Krzyżem Walecznych i Srebrnym Krzyżem Zasługi.